# Demasita! Powerpuff Girls Z
A Demasita! Powerpuff Girls Z (出ましたっ!パワパフガールズZ; Hepburn: Demashita! Pawapafu Gāruzu Zetto; Demasita! Pavapafu Gáruzu Zetto) a Pindúr pandúrok című rajzfilmsorozaton alapuló japán animesorozat, amelyet a Cartoon Network Studios, a Aniplex és a Toei Animation közösen készített. Japánban három csatornán sugározták: a sorozatot TV Tokyo mutatta be, az AT-X és a Cartoon Network pedig ismételte. Magyarul még nem mutatták be.

## Cselekmény
Az anime története szerint Utónium professzor és fia, Ken együtt dolgoznak az X vegyszer továbbfejlesztett változatán, a Z vegyszeren. A vegyszert egy jéghegyre lövik tesztelésként, ami hatására az szétválik fehér és fekete fénnyé. A fehér fény 3 tokiói lányt - Momoko-t, Miyako-t és Kaoru-t - találja el, akiket Utónium magához rendel. A lányok egy különleges övet kapnak, amivel átt tudnak alakulni a szuperhőscsapattá, a Powerpuff Girls Z-vé. Hármójuk feladata megállítani azokat, akiket a fekete fény talált el, köztük a gonosz majmot, Moho Jojo-t.

## Szereplők
| Karakter                            | Japán hangja    | Angol hangja     |
| ----------------------------------- | --------------- | ---------------- |
| Momoko Akatsutsumi / Hyper Blossom  | Emiri Katō      | Nicole Bouma     |
| Miyako Gōtokuji / Rolling Bubbles   | Nami Miyahara   | Maryke Hendrikse |
| Kaoru Matsubara / Powered Buttercup | Machiko Kawana  | Kelly Metzger    |
| Utónium professzor                  | Taiten Kusunoki | Louis Chirillo   |
| Ken Kitazawa                        | Makiko Ohmoto   | Cathy Weseluck   |

## Epizódok
| #  | Epizód címe | Első japán sugárzás  |
| -- | --- | -------------------- |
| 1  | Powerpuff Girls to the Rescue / The Secret of the Powerpuff Girls Girls, szandzsó! / Girls, tandzsó! (ガールズ、参上! / ガールズ、誕生!; Gáruzu, szandzsó! / Gáruzu, tandzsó!; Hepburn: Gāruzu, sanjō! / Gāruzu, tanjō!) | 2006. július 1.      |
|    | |                      |
| 2  | Bouncing Bubbles ' () | 2006. július 8.      |
|    | |                      |
| 3  | And Then There Were Three ' () | 2006. július 15.     |
|    | |                      |
| 4  | All in the Family ' () | 2006. július 22.     |
|    | |                      |
| 5  | Mojo's Revenge / Climbing the Walls ' () | 2006. július 29.     |
|    | |                      |
| 6  | Fuzzy Lumpkins / Princess Morbucks ' () | 2006. augusztus 5.   |
|    | |                      |
| 7  | Mayor for a Day / The Infamous Amoeba Boys ' () | 2006. augusztus 12.  |
|    | |                      |
| 8  | Sedusa ' () | 2006. augusztus 19.  |
|    | |                      |
| 9  | Coach Buttercup / Fuzzy in Love ' () | 2006. augusztus 26.  |
|    | |                      |
| 10 | Gigi the Great ' () | 2006. szeptember 2.  |
|    | |                      |
| 11 | Friends in High Places / Happy Birthday, New Townsville ' () | 2006. szeptember 9.  |
|    | |                      |
| 12 | Bubbles’ Troubles ' () | 2006. szeptember 16. |
|    | |                      |
| 13 | Mojo and the Amoeba Boys / Revenge of Negatron ' () | 2006. szeptember 23. |
|    | |                      |
| 14 | Attack of the Gangreen Gang ' () | 2006. szeptember 30. |
|    | |                      |
| 15 | Fashion Action / The Way of the Noodle ' () | 2006. október 7.     |
|    | |                      |
| 16 | Sleepless in New Townsville ' () | 2006. október 14.    |
|    | |                      |
| 17 | Picture This / Revenge of Digitron ' () | 2006. október 21.    |
|    | |                      |
| 18 | The Mojo League of Evil ' () | 2006. október 28.    |
|    | |                      |
| 19 | Practice Makes Pandemonium / Ms. Keane to the Rescue ' () | 2006. november 4.    |
|    | |                      |
| 20 | The Rowdyruff Boys ' () | 2006. november 11.   |
|    | |                      |
| 21 | Quack-Quack Attack / Veggie Vengeance ' () | 2006. november 18.   |
|    | |                      |
| 22 | Pastry Puff Panic ' () | 2006. november 25.   |
|    | |                      |
| 23 | A Comedy of Terrors / Beetle Battle ' () | 2006. december 2.    |
|    | |                      |
| 24 | A Ken in Need, is a Friend Indeed ' () | 2006. december 9.    |
|    | |                      |
| 25 | The Write and the Wrong Way / Flower Power ' () | 2006. december 16.   |
|    | |                      |
| 26 | All Ken Wants for Christmas ' () | 2006. december 23.   |
|    | |                      |
| 27 | Attack of the Sushi Monsters / Cat On a Hot Tin Poochi ' () | 2007. január 6.      |
|    | |                      |
| 28 | The League of Lovely Ladies ' () | 2007. január 13.     |
|    | |                      |
| 29 | Harmed to the Teeth / Beware the Hair ' () | 2007. január 20.     |
|    | |                      |
| 30 | What’s With Him? ' () | 2007. január 27.     |
|    | |                      |
| 31 | Dunga Din / The Beanie Meanie ' () | 2007. február 3.     |
|    | |                      |
| 32 | Two Burger-Bots and a Side of Fries ' () | 2007. február 10.    |
|    | |                      |
| 33 | There’s no „I” in Powerpuff / Keane Kong ' () | 2007. február 17.    |
|    | |                      |
| 34 | Cleanliness is Next to Ghostliness ' () | 2007. február 24.    |
|    | |                      |
| 35 | Weeding out The Monsters / The Dog Days of New Townsville ' () | 2007. március 3.     |
|    | |                      |
| 36 | It’s All Because of Him ' () | 2007. március 10.    |
|    | |                      |
| 37 | Super Tough Girls / Powerpuff Boys Z ' () | 2007. március 17.    |
|    | |                      |
| 38 | Enter the Entourage ' () | 2007. március 24.    |
|    | |                      |
| 39 | Little Ken’s Big Wish / Wild Moon Chase ' () | 2007. március 31.    |
|    | |                      |
| 40 | Babes in TV Land / The Legend of Princess Morbucks ' () | 2007. április 7.     |
|    | |                      |
| 41 | The Mighty Morbucks / Trading Faces ' () | 2007. április 14.    |
|    | |                      |
| 42 | The Rowdyruff Girls ' () | 2007. április 21.    |
|    | |                      |
| 43 | The Professor Gets His Cut / Who is Lucas Clark? ' () | 2007. április 28.    |
|    | |                      |
| 44 | Buttercup’s New Moves ' () | 2007. május 5.       |
|    | |                      |
| 45 | Hoppily Ever After / Vamp on Campus ' () | 2007. május 12.      |
|    | |                      |
| 46 | Return of Him ' () | 2007. május 19.      |
|    | |                      |
| 47 | Keane For a Break / Like Giving Candy to a Baby ' () | 2007. május 26.      |
|    | |                      |
| 48 | Bubbles and the Beast ' () | 2007. június 2.      |
|    | |                      |
| 49 | The Happy Thought Blaster / Nurse Curse ' () | 2007. június 9.      |
|    | |                      |
| 50 | Him’s Big Plan ' () | 2007. június 16.     |
|    | |                      |
| 51 | Only a Matter of Time ' () | 2007. június 23.     |
|    | |                      |
| 52 | The Final Battle ' () | 2007. június 30.     |
|    | |                      |

## Videójáték
2007. június 12-én Japánban megjelent a Game de Demashita! Powerpuff Girls Z (ゲームで出ましたっ！ パワパフ ガールズ) videójáték Nintendo DS platformra.